# 330.
◄ | 3. stoljeće | 4. stoljeće | 5. stoljeće | ►
◄ | 300-ih | 310-ih | 320-ih | 330-ih | 340-ih | 350-ih | 360-ih | ►
◄◄ | ◄ | 327. | 328. | 329. | 330. | 331. | 332. | 333. | ► | ►►
Astronomija • Književnost • Kršćanstvo

## Događaji
- 11. svibnja – posvećen novi glavni grad Rimskog Carstva – Konstantinopol, po svom utemeljitelju, caru Konstantinu, a kao novi Rim, ili drugi Rim. Kasnije Carigrad, danas Istanbul u Turskoj. Postoji, poglavito u književnosti, i naziv Treći Rim, a to je – Moskva.

## Vanjske poveznice
|  | Zajednički poslužitelj ima još gradiva o temi 330. |